# Salvator Rosa (cornice)
Per cornice Salvator Rosa s'intende una cornice antica di legno (in genere di abete), illuminata ad oro zecchino, o in argento, o in mecca, e dalle forme semplici e lineari.

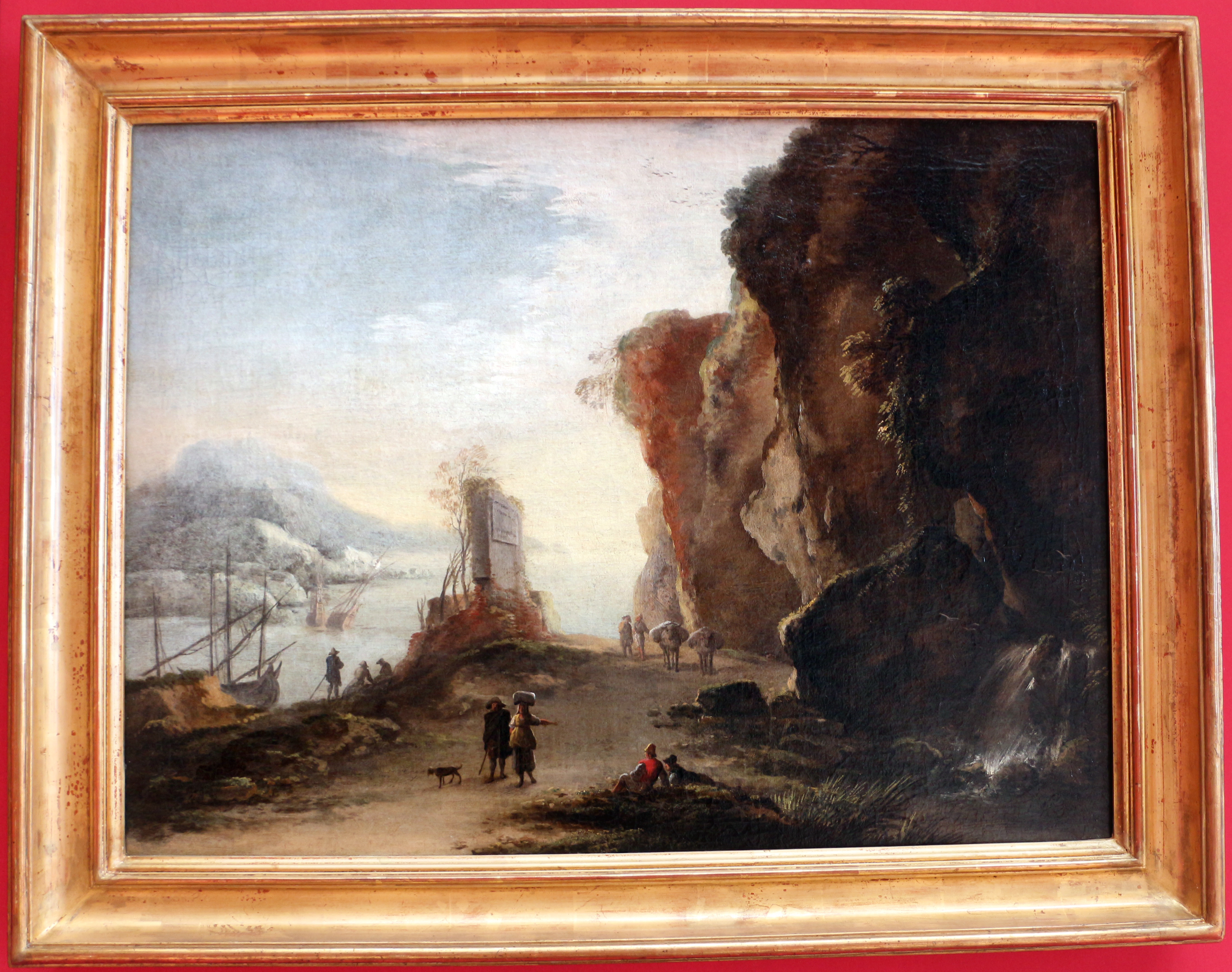
Salvator Rosa, Marina, con cornice ad incavo, Accademia nazionale di San Luca (Roma)

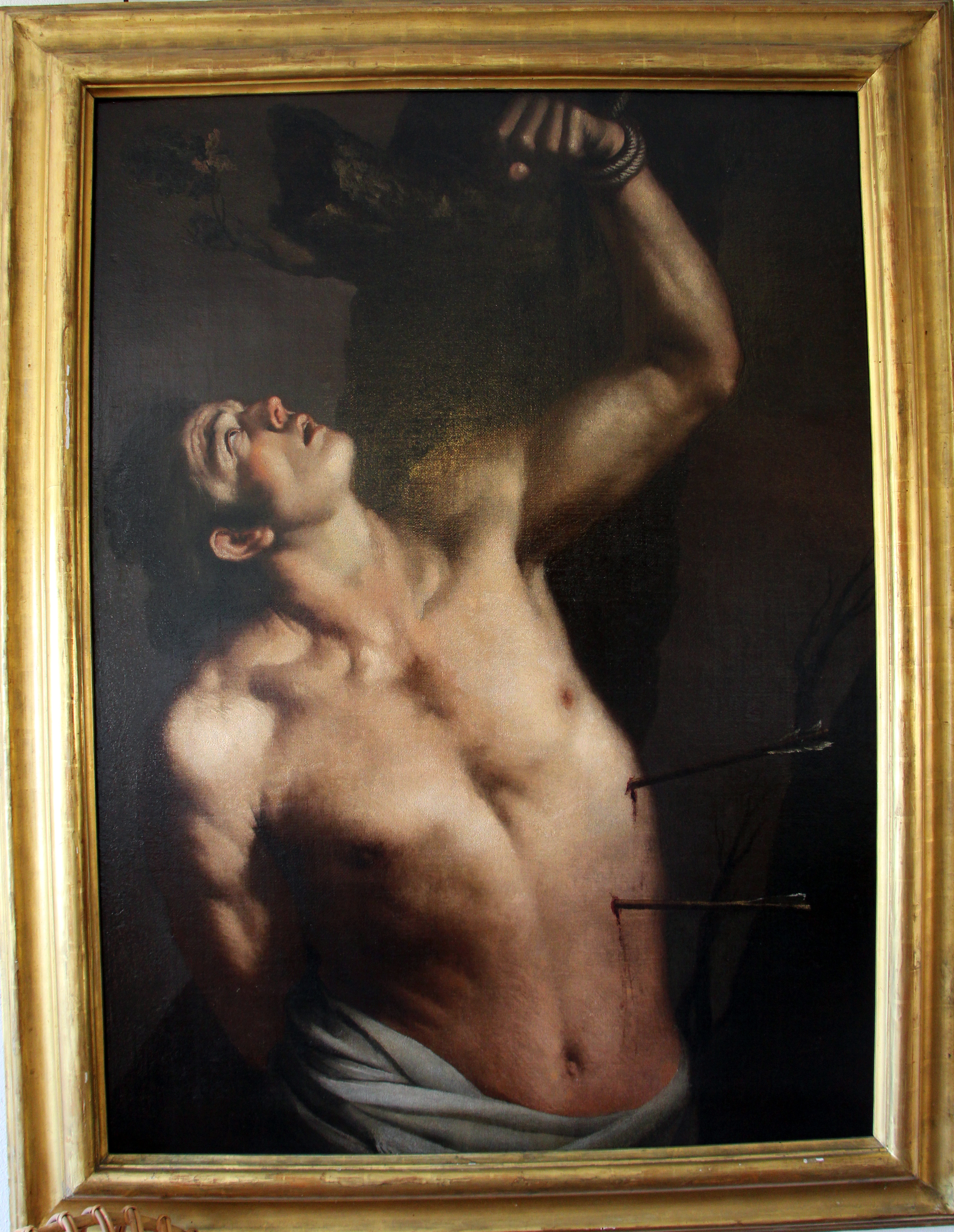
Salvator Rosa (attr.), San Sebastiano, con cornice Salvator Rosa, Palazzo Rosso (Genova)

## Descrizione e storia
Nel periodo barocco, in particolare in Italia Centrale e Meridionale, si diffuse un tipo di cornice di legno, lumeggiata in oro zecchino, oppure in argento, oppure in mecca - detta Salvator Rosa, dal pittore che l'ha preferita e forse inventata - che risultava sobria nell'impianto e costituita da sagome e da listelli centinati. Una variante è la cornice con listello centrale laccato in nero, tipica dei ritratti. L'uso si protrasse nel corso del Settecento. Questo tipo di cornice fu utilizzata in particolare per dipinti di grandi dimensioni (paesaggi, scene sacre, scene mitologiche), data la sua robustezza, la facilità di esecuzione e il costo contenuto. La sua sagoma lineare possiede la capacità di esaltare ed illuminare un dipinto, senza schiacciarlo con volute e con altri elementi decorativi eccessivi.
A volte si può trovare una Salvator Rosa con un piccolo decoro, inciso nel legno, in genere costituito da elementi floreali. Nel Settecento la parte centrale della cornice fu realizzata con un forte incavo, liscio e lucido, che ne aumentava la luminosità e la profondità. Questa cornice si arricchì anche di ovuli e di palmette, in un gusto neoclassico.
Nell'arredamento moderno queste cornici sono state anche utilizzate come puro elemento decorativo - quindi senza un dipinto interno - e appese una dentro l'altra. Sul mercato antiquario se ne trovano, ma a volte risultano ridotte nelle dimensioni - per adattarle ad un dipinto più piccolo di quello per cui erano state ideate - e il loro valore ne è fortemente penalizzato.
Il Metropolitan Museum of Art possiede un collezione di cornici Salvator Rosa, che sono conservate prive di dipinto.